# Apathya
Apathya – rodzaj jaszczurek z rodziny jaszczurkowatych (Lacertidae).

## Zasięg występowania
Rodzaj obejmuje gatunki występujące w Turcji, Iranie, Iraku i Syrii. 

## Systematyka

### Etymologia
Apathya: István Apáthy (1863–1922), węgierski zoolog i histolog.

### Podział systematyczny
Do rodzaju należą następujące gatunki: 
- Apathya cappadocica (Werner, 1902)
- Apathya yassujica (Nilson, Rastegar-Pouyani, Rastegar-Pouyani & Andrén, 2003)